# Laurien van der Graaff
Laurien van der Graaff, född 14 oktober 1987 i Nieuwkoop i Nederländerna, är en schweizisk före detta längdskidåkare som tävlade i världscupen mellan 2008 och 2022. Hon deltog vid olympiska vinterspelen 2014 och 2018. På VM i Oberstdorf 2021 tog hon silver i sprintstafett tillsammans med Nadine Fähndrich.

## Biografi
van der Graaff föddes i Nederländerna med nederländska föräldrar, men är uppvuxen i Davos i Schweiz sedan fyra års ålder. Hon innehar dubbla medborgarskap, men tävlar för Schweiz och har representerat landet i flera internationella idrottsevenemang.
Den 1 mars 2008 debuterade van der Graaff i världscupen på sprinten i Lahtis där hon slutade på 38:e plats. Sina första världscuppoäng tog hon först i säsongen 2009/2010 när hon kom på 28:e plats på en sprint i Rybinsk. Det skulle dröja ytterligare två säsonger innan hon den 3 december 2011 tog sin första individuella pallplats i världscupen efter att ha slutat trea i sprinten i fristil i Düsseldorf bakom Kikkan Randall och Natalja Matvejeva. Hon tog sin första världscupseger den 30 december 2017 när hon vann den första etappen av Tour de Ski, sprint i fristil, i Lenzerheide. Samma säsong, på sprinten i Seefeld den 27 januari 2018, tog hon sin andra världscupseger som hon ovanligt nog fick dela med Sophie Caldwell Hamilton eftersom det utifrån målfotot inte gick att utse en enskild segrare.
Efter de individuella världscupsegrarna 2018 har van der Graaff framför allt nått framgångar i världscupen i lagtävlingar, i synnerhet sprintstafett. Säsongerna 2019/2020 och 2020/2021 beträdde hon tillsammans med Nadine Fähndrich pallen fyra gånger. Den 20 december 2020 vann de sprintstafetten i Dresden före det ryska förstalaget med Julija Stupak och Natalja Neprjajeva och Slovenien med Eva Urevc och Anamarija Lampič.
van der Graaff har deltagit vid tre olympiska vinterspel: 2014 i Sotji, 2018 i Pyeongchang, och 2022 i Peking, där hennes bästa resultat är en fjärdeplats i sprintstafett tillsammans med Fähndrich från 2018. Hon har deltagit i fem världsmästerskap mellan 2011 och 2019, med en 16:e plats i sprint i Seefeld 2019 som bästa individuella resultat och med tre sjundeplatser i stafett och sprintstafett i Falun 2015 och Lahtis 2017 som största framgångar i lagtävlingar.

## Resultat

### Världscupen

#### Individuella pallplatser
van der Graaff har fem individuella pallplats i världscupen: två segrar, en andraplats och två tredjeplatser.
| Säsong  | Datum            | Plats                | Disciplin        | Placering |
| ------- | ---------------- | -------------------- | ---------------- | --------- |
| 2011/12 | 3 december 2011  | Düsseldorf           | Sprint (fristil) | 3:a       |
| 2013/14 | 11 januari 2014  | Nové Město na Moravě | Sprint (F)       | 2:a       |
| 2014/15 | 24 januari 2015  | Rybinsk              | Sprint (F)       | 3:a       |
| 2017/18 | 30 december 2017 | Lenzerheide          | Sprint (F)       | 1:a       |
| 2017/18 | 27 januari 2018  | Seefeld              | Sprint (F)       | 1:a       |

#### Pallplatser i lag
I lag har van der Graaff fyra pallplatser i världscupen: en seger, en andraplats och två tredjeplatser.
| Säsong  | Datum            | Plats      | Disciplin         | Placering | Lagkamrat(er)    |
| ------- | ---------------- | ---------- | ----------------- | --------- | ---------------- |
| 2019/20 | 22 december 2019 | Planica    | Sprintstafett (F) | 3:a       | Nadine Fähndrich |
| 2019/20 | 12 januari 2020  | Dresden    | Sprintstafett (F) | 2:a       | Nadine Fähndrich |
| 2020/21 | 20 december 2020 | Dresden    | Sprintstafett (F) | 1:a       | Nadine Fähndrich |
| 2020/21 | 7 februari 2020  | Ulricehamn | Sprintstafett (F) | 3:a       | Nadine Fähndrich |

### Olympiska spel
| Tävling          | 10 km | Skiathlon | 30 km | Sprint | Stafett | Lagsprint |
| ---------------- | ----- | --------- | ----- | ------ | ------- | --------- |
| Sotji 2014       | —     | —         | —     | 21:a   | —       | —         |
| Pyeongchang 2018 | —     | —         | —     | 10:e   | 7:e     | 4:e       |
| Peking 2022      | —     | —         | —     | 24:e   | 7:e     | —         |

### Världsmästerskap
| Tävling            | 10 km | Skiathlon | 30 km | Sprint | Stafett | Lagsprint |
| ------------------ | ----- | --------- | ----- | ------ | ------- | --------- |
| Oslo 2011          | —     | —         | —     | 40:e   | —       | —         |
| Val di Fiemme 2013 | —     | —         | —     | 30:e   | —       | 11:e      |
| Falun 2015         | —     | —         | —     | 27:e   | —       | 7:e       |
| Lahtis 2017        | —     | —         | —     | 30:e   | 7:e     | 7:e       |
| Seefeld 2019       | —     | —         | —     | 16:e   | 10:e    | 8:e       |
| Oberstdorf 2021    |       | —         |       | 14:e   |         | Silver    |